# حادث إطلاق النار في الإسكندرية 2023
وقع حادث إطلاق النار في الإسكندرية 2023 في 8 أكتوبر 2023، بحي المنشية، الإسكندرية، عندما أطلق أمين شرطة مصري النار من سلاحه الشخصي على مجموعة من السياح الإسرائيليين خلال زيارتهم لمنطقة عمود السواري. مما أدى لمقتل سائحين إسرائيليين، بالإضافة إلى مقتل مرشد سياحي مصري وإصابة آخر، وأُلقي القبض على مُطلق النار المشتبه به. جاء الهجوم في خضم عملية طوفان الأقصى التي أطلقتها الفصائل الفلسطينية قبل يوم من الحادث.

## الحادث
أعلنت مصادر أمنية مصرية عن قيام شرطي مصري، من خدمة تأمين منطقة المنشية، بإطلاق النار بشكل عشوائي على فوج سياحي إسرائيلي أثناء زيارته لمزار عمود الصواري، مما أسفر عن مقتل إسرائيليين ومصري وإصابة آخر.

## المنفذ
ذكرت بعض المواقع أن المنفذ هو أمين شرطة يدعى محمد عبد المجيد وأن الحادث جاءت بعد مشادة بينه وبين أفراد الفوج السياحي الإسرائيلي نتيجة إصرارهم على التصوير بالعلم الإسرائيلي. فيما كشف وكيل النقابة العامة للمرشدين السياحيين في مصر عن شخصية المرشد السياحي الذي قتل في الهجوم وهو سيد كامل الخوالقة، 60 عام.